# Cantone di Saint-Beauzély
Il Cantone di Saint-Beauzély era una divisione amministrativa dell'arrondissement di Millau.
A seguito della riforma approvata con decreto del 21 febbraio 2014, che ha avuto attuazione dopo le elezioni dipartimentali del 2015, è stato soppresso.

## Composizione
Comprendeva i comuni di:
- Castelnau-Pégayrols
- Montjaux
- Saint-Beauzély
- Verrières
- Viala-du-Tarn